# StarDance …když hvězdy tančí (8. řada)
Osmá řada StarDance …když hvězdy tančí, taneční televizní show, měla premiéru na programu ČT1 veřejnoprávní České televize 8. října 2016 a skončila 10. prosince 2016.

## Porota a moderátoři
V porotě zasedli stejně jako v předchozím ročníku Jan Révai, Tatiana Drexler, Radek Balaš a Zdeněk Chlopčík. Stálou moderátorskou dvojicí zůstali Marek Eben a Tereza Kostková. Hlas, který zval moderátory a taneční páry na parket a uváděl porotce pri známkování, patřil i tentokrát Viktorovi Preissovi.

## Hudba
O hudební doprovod v 8. řadě StarDance se postarali MoonDance Orchestra Martina Kumžáka spolu s Epoque Quartet. Zpěvem doprovázeli tanečníky Naďa Wepperová, Dasha, Alena Průchová, Michal Cerman a Dušan Kollár. Při úvodních představováních tanečních párů zaznívala píseň „Rock DJ“ od Robbieho Williamse (kromě 3., 5. a 6. večera).

## Soutěžící
| Pořadí | Celebrita          | Povolání celebrity | Profesionální tanečník                                   | Výsledek  |
| ------ | ------------------ | ------------------ | -------------------------------------------------------- | --------- |
| SD 9   | Zdeněk Piškula     | herec              | Veronika Lálová                                          | 1. místo  |
| SD 4   | Ondřej Bank        | lyžař              | Kamila Tománková (1.–3. díl) Eva Krejčířová (4.–10. díl) | 2. místo  |
| SD 10  | Jana Plodková      | herečka            | Michal Padevět                                           | 3. místo  |
| SD 3   | Roman Zach         | herec              | Andrea Třeštiková                                        | 4. místo  |
| SD 6   | Emanuele Ridi      | kuchař             | Lucie Hunčárová                                          | 5. místo  |
| SD 7   | Anna K.            | zpěvačka           | Marek Hrstka                                             | 6. místo  |
| SD 8   | Kristýna Leichtová | herečka            | Václav Masaryk                                           | 7. místo  |
| SD 5   | Olga Šípková       | sportovkyně        | Marek Dědík                                              | 8. místo  |
| SD 1   | Ladislav Vízek     | fotbalista         | Eva Krejčířová                                           | 9. místo  |
| SD 2   | Miluše Bittnerová  | herečka            | Michal Necpál                                            | 10. místo |

## Bodování
|  | nejvyšší body poroty |  | vyřazení ze soutěže |

Porotci rozhodovali pomocí bodování a diváci SMS zprávami.
| Pár         | Pár                             | Výsledek    | Bodování poroty během tanečních večerů | Bodování poroty během tanečních večerů | Bodování poroty během tanečních večerů | Bodování poroty během tanečních večerů | Bodování poroty během tanečních večerů | Bodování poroty během tanečních večerů | Bodování poroty během tanečních večerů | Bodování poroty během tanečních večerů | Bodování poroty během tanečních večerů | Bodování poroty během tanečních večerů | Bodování poroty během tanečních večerů |
| Pár         | Pár                             | Výsledek    | 1.                                     | 2.                                     | 3.                                     | 4.                                     | 5.                                     | 6.                                     | 7.                                     | 8.                                     | 7. + 8.                                | 9.                                     | 10.                                    |
| ----------- | ------------------------------- | ----------- | -------------------------------------- | -------------------------------------- | -------------------------------------- | -------------------------------------- | -------------------------------------- | -------------------------------------- | -------------------------------------- | -------------------------------------- | -------------------------------------- | -------------------------------------- | -------------------------------------- |
| SD 9        | Zdeněk Piškula                  | 1. místo    | 25                                     | 30                                     | 32                                     | 37                                     | 34                                     | 40                                     | 39 + 1 = 40                            | 29 + 36 = 65                           | 105                                    | 37 + 38 = 75                           | 39 + 38 + 37 = 114                     |
| SD 9        | Veronika Lálová                 | 1. místo    | 25                                     | 30                                     | 32                                     | 37                                     | 34                                     | 40                                     | 39 + 1 = 40                            | 29 + 36 = 65                           | 105                                    | 37 + 38 = 75                           | 39 + 38 + 37 = 114                     |
| SD 4        | Ondřej Bank                     | 2. místo    | 26                                     | 21                                     | 26                                     | 26                                     | 17                                     | 40 + 2 = 42                            | 40 + 1 = 41                            | 27 + 22 = 49                           | 90                                     | 26 + 24 = 50                           | 30 + 34 + 40 = 104                     |
| SD 4        | Kamila Tománková Eva Krejčířová | 2. místo    | 26                                     | 21                                     | 26                                     | 26                                     | 17                                     | 40 + 2 = 42                            | 40 + 1 = 41                            | 27 + 22 = 49                           | 90                                     | 26 + 24 = 50                           | 30 + 34 + 40 = 104                     |
| SD 10       | Jana Plodková                   | 3. místo    | 27                                     | 22                                     | 29                                     | 35                                     | 40                                     | 31 + 2 = 33                            | 39 + 1 = 40                            | 38 + 31 = 69                           | 109                                    | 33 + 40 = 73                           | 36 + 40 + 38 = 114                     |
| SD 10       | Michal Padevět                  | 3. místo    | 27                                     | 22                                     | 29                                     | 35                                     | 40                                     | 31 + 2 = 33                            | 39 + 1 = 40                            | 38 + 31 = 69                           | 109                                    | 33 + 40 = 73                           | 36 + 40 + 38 = 114                     |
| SD 3        | Roman Zach                      | 4. místo    | 20                                     | 33                                     | 25                                     | 35                                     | 28                                     | 24 + 2 = 26                            | 38 + 1 = 39                            | 22 + 38 = 60                           | 99                                     | 27 + 40 = 67                           | —                                      |
| SD 3        | Andrea Třeštiková               | 4. místo    | 20                                     | 33                                     | 25                                     | 35                                     | 28                                     | 24 + 2 = 26                            | 38 + 1 = 39                            | 22 + 38 = 60                           | 99                                     | 27 + 40 = 67                           | —                                      |
| SD 6        | Emanuele Ridi                   | 5. místo    | 20                                     | 22                                     | 21                                     | 22                                     | 20                                     | 26                                     | 36 + 1 = 37                            | 22 + 23 = 45                           | 82                                     | —                                      | —                                      |
| SD 6        | Lucie Hunčárová                 | 5. místo    | 20                                     | 22                                     | 21                                     | 22                                     | 20                                     | 26                                     | 36 + 1 = 37                            | 22 + 23 = 45                           | 82                                     | —                                      | —                                      |
| SD 7        | Anna K.                         | 6. místo    | 17                                     | 31                                     | 25                                     | 31                                     | 30                                     | 31                                     | —                                      | —                                      | —                                      | —                                      | —                                      |
| SD 7        | Marek Hrstka                    | 6. místo    | 17                                     | 31                                     | 25                                     | 31                                     | 30                                     | 31                                     | —                                      | —                                      | —                                      | —                                      | —                                      |
| SD 8        | Kristýna Leichtová              | 7. místo    | 19                                     | 26                                     | 22                                     | 25                                     | 25                                     | —                                      | —                                      | —                                      | —                                      | —                                      | —                                      |
| SD 8        | Václav Masaryk                  | 7. místo    | 19                                     | 26                                     | 22                                     | 25                                     | 25                                     | —                                      | —                                      | —                                      | —                                      | —                                      | —                                      |
| SD 5        | Olga Šípková                    | 8. místo    | 29                                     | 38                                     | 37                                     | 32                                     | —                                      | —                                      | —                                      | —                                      | —                                      | —                                      | —                                      |
| SD 5        | Marek Dědík                     | 8. místo    | 29                                     | 38                                     | 37                                     | 32                                     | —                                      | —                                      | —                                      | —                                      | —                                      | —                                      | —                                      |
| SD 1        | Ladislav Vízek                  | 9. místo    | 17                                     | 23                                     | 17                                     | —                                      | —                                      | —                                      | —                                      | —                                      | —                                      | —                                      | —                                      |
| SD 1        | Eva Krejčířová                  | 9. místo    | 17                                     | 23                                     | 17                                     | —                                      | —                                      | —                                      | —                                      | —                                      | —                                      | —                                      | —                                      |
| SD 2        | Miluše Bittnerová               | 10. místo   | 23                                     | 21                                     | —                                      | —                                      | —                                      | —                                      | —                                      | —                                      | —                                      | —                                      | —                                      |
| SD 2        | Michal Necpál                   | 10. místo   | 23                                     | 21                                     | —                                      | —                                      | —                                      | —                                      | —                                      | —                                      | —                                      | —                                      | —                                      |
| Celkem      | Celkem                          | Celkem      | 223                                    | 267                                    | 234                                    | 243                                    | 194                                    | 192 + 6 = 198                          | 197                                    | 288                                    | —                                      | 265                                    | 332                                    |
| Průměr      | Průměr                          | Průměr      | 22,3                                   | 26,7                                   | 26                                     | 30,4                                   | 27,7                                   | 32 + 1 = 33                            | 39,4                                   | 57,6                                   | —                                      | 66,3                                   | 110,6                                  |
| Párů v kole | Párů v kole                     | Párů v kole | 10                                     | 10                                     | 9                                      | 8                                      | 7                                      | 6                                      | 5                                      | 5                                      | —                                      | 4                                      | 3                                      |

## Taneční večery

### 1. díl (8. října 2016)
Během prvního večera se tančila cha-cha a waltz. Na úvod vystoupilo 7 tanečních párů z předchozích řad ve společné choreografii na píseň „What's the Pressure“ od Laury Tesoro.
Závěrečnou písní 1. večera byla „Can't Stop the Feeling!“ od Justina Timberlakea.
| P   | Pár   | Pár                | Tanec   | Hudba                              | Body  | Body    | Body  | Body     | Body   |
| P   | Pár   | Pár                | Tanec   | Hudba                              | Révai | Drexler | Balaš | Chlopčík | Celkem |
| --- | ----- | ------------------ | ------- | ---------------------------------- | ----- | ------- | ----- | -------- | ------ |
| 1.  | SD 1  | Ladislav Vízek     | cha-cha | „Banana Boat“ (Harry Belafonte)    | 4     | 4       | 5     | 4        | 17     |
| 1.  | SD 1  | Eva Krejčířová     | cha-cha | „Banana Boat“ (Harry Belafonte)    | 4     | 4       | 5     | 4        | 17     |
| 2.  | SD 2  | Miluše Bittnerová  | waltz   | „Open Arms“ (Mariah Carey)         | 6     | 6       | 6     | 5        | 23     |
| 2.  | SD 2  | Michal Necpál      | waltz   | „Open Arms“ (Mariah Carey)         | 6     | 6       | 6     | 5        | 23     |
| 3.  | SD 3  | Roman Zach         | cha-cha | „A Night Like This“ (Caro Emerald) | 6     | 4       | 5     | 5        | 20     |
| 3.  | SD 3  | Andrea Třeštiková  | cha-cha | „A Night Like This“ (Caro Emerald) | 6     | 4       | 5     | 5        | 20     |
| 4.  | SD 4  | Ondřej Bank        | waltz   | „It Is You“ (Dana Glover/Shrek)    | 6     | 7       | 6     | 7        | 26     |
| 4.  | SD 4  | Kamila Tománková   | waltz   | „It Is You“ (Dana Glover/Shrek)    | 6     | 7       | 6     | 7        | 26     |
| 5.  | SD 5  | Olga Šípková       | cha-cha | „Mercy“ (Duffy)                    | 8     | 6       | 8     | 7        | 29     |
| 5.  | SD 5  | Marek Dědík        | cha-cha | „Mercy“ (Duffy)                    | 8     | 6       | 8     | 7        | 29     |
| 6.  | SD 6  | Emanuele Ridi      | waltz   | „I Wonder Why“ (Curtis Stigers)    | 5     | 5       | 5     | 5        | 20     |
| 6.  | SD 6  | Lucie Hunčárová    | waltz   | „I Wonder Why“ (Curtis Stigers)    | 5     | 5       | 5     | 5        | 20     |
| 7.  | SD 7  | Anna K.            | cha-cha | „Unchain My Heart“ (Joe Cocker)    | 5     | 4       | 4     | 4        | 17     |
| 7.  | SD 7  | Marek Hrstka       | cha-cha | „Unchain My Heart“ (Joe Cocker)    | 5     | 4       | 4     | 4        | 17     |
| 8.  | SD 8  | Kristýna Leichtová | waltz   | „Dark Waltz“ (Hayley Westenra)     | 5     | 5       | 5     | 4        | 19     |
| 8.  | SD 8  | Václav Masaryk     | waltz   | „Dark Waltz“ (Hayley Westenra)     | 5     | 5       | 5     | 4        | 19     |
| 9.  | SD 9  | Zdeněk Piškula     | cha-cha | „She's a Lady“ (Tom Jones)         | 7     | 6       | 7     | 5        | 25     |
| 9.  | SD 9  | Veronika Lálová    | cha-cha | „She's a Lady“ (Tom Jones)         | 7     | 6       | 7     | 5        | 25     |
| 10. | SD 10 | Jana Plodková      | waltz   | „A Wonderful Guest“ (Diana Ross)   | 7     | 7       | 8     | 5        | 27     |
| 10. | SD 10 | Michal Padevět     | waltz   | „A Wonderful Guest“ (Diana Ross)   | 7     | 7       | 8     | 5        | 27     |

### 2. díl (15. října 2016)
Druhý večer patřil sambě a tangu.
Miluše Bittnerová a Michal Necpál se rozloučili se soutěží tancem na píseň „We've Got Tonight“ od Kennyho Rogerse a Sheeny Easton.
| P   | Pár   | Pár                | Tanec | Hudba                                | Body  | Body    | Body  | Body     | Body   |
| P   | Pár   | Pár                | Tanec | Hudba                                | Révai | Drexler | Balaš | Chlopčík | Celkem |
| --- | ----- | ------------------ | ----- | ------------------------------------ | ----- | ------- | ----- | -------- | ------ |
| 1.  | SD 10 | Jana Plodková      | samba | „La Bamba“ (Connie Francis)          | 6     | 5       | 5     | 6        | 22     |
| 1.  | SD 10 | Michal Padevět     | samba | „La Bamba“ (Connie Francis)          | 6     | 5       | 5     | 6        | 22     |
| 2.  | SD 9  | Zdeněk Piškula     | tango | „Sweet Dreams“ (Eurythmics)          | 7     | 7       | 9     | 7        | 30     |
| 2.  | SD 9  | Veronika Lálová    | tango | „Sweet Dreams“ (Eurythmics)          | 7     | 7       | 9     | 7        | 30     |
| 3.  | SD 8  | Kristýna Leichtová | samba | „Single Ladies“ (Beyoncé)            | 6     | 6       | 7     | 7        | 26     |
| 3.  | SD 8  | Václav Masaryk     | samba | „Single Ladies“ (Beyoncé)            | 6     | 6       | 7     | 7        | 26     |
| 4.  | SD 7  | Anna K.            | tango | „Séisouso“ (Cirque du Soleil)        | 8     | 7       | 8     | 8        | 31     |
| 4.  | SD 7  | Marek Hrstka       | tango | „Séisouso“ (Cirque du Soleil)        | 8     | 7       | 8     | 8        | 31     |
| 5.  | SD 6  | Emanuele Ridi      | samba | „Marina“ (Rocco Granata)             | 5     | 5       | 6     | 6        | 22     |
| 5.  | SD 6  | Lucie Hunčárová    | samba | „Marina“ (Rocco Granata)             | 5     | 5       | 6     | 6        | 22     |
| 6.  | SD 5  | Olga Šípková       | tango | „Dernière danse“ (Indila)            | 10    | 8       | 10    | 10       | 38     |
| 6.  | SD 5  | Marek Dědík        | tango | „Dernière danse“ (Indila)            | 10    | 8       | 10    | 10       | 38     |
| 7.  | SD 4  | Ondřej Bank        | samba | „Fireball“ (Pitbull)                 | 6     | 6       | 4     | 5        | 21     |
| 7.  | SD 4  | Kamila Tománková   | samba | „Fireball“ (Pitbull)                 | 6     | 6       | 4     | 5        | 21     |
| 8.  | SD 3  | Roman Zach         | tango | „Invierno Porteño“ (Ástor Piazzolla) | 9     | 8       | 8     | 8        | 33     |
| 8.  | SD 3  | Andrea Třeštiková  | tango | „Invierno Porteño“ (Ástor Piazzolla) | 9     | 8       | 8     | 8        | 33     |
| 9.  | SD 2  | Miluše Bittnerová  | samba | „Iko Iko“ (The Belle Stars)          | 6     | 5       | 5     | 5        | 21     |
| 9.  | SD 2  | Michal Necpál      | samba | „Iko Iko“ (The Belle Stars)          | 6     | 5       | 5     | 5        | 21     |
| 10. | SD 1  | Ladislav Vízek     | tango | „Welcome to Burlesque“ (Cher)        | 6     | 6       | 6     | 5        | 23     |
| 10. | SD 1  | Eva Krejčířová     | tango | „Welcome to Burlesque“ (Cher)        | 6     | 6       | 6     | 5        | 23     |

### 3. díl (22. října 2016)
Třetí večer byl věnovaný československé hudbě. Tančily se rumba a valčík. V úvodním vystoupení zatančili Tereza Kostková a Jan Onder paso doble na píseň „Jezebel“ od Waldemara Matušky. Tanečním párům při úvodním představování hrál MoonDance Orchestra píseň „Po schodoch“ od Richarda Müllera.
Ladislav Vízek a Eva Krejčířová se rozloučili se soutěží tancem na píseň „Ještě tě mám plnou náruč“ od Jiřího Korna.
| P  | Pár   | Pár                | Tanec  | Hudba                                                           | Body  | Body    | Body  | Body     | Body   |
| P  | Pár   | Pár                | Tanec  | Hudba                                                           | Révai | Drexler | Balaš | Chlopčík | Celkem |
| -- | ----- | ------------------ | ------ | --------------------------------------------------------------- | ----- | ------- | ----- | -------- | ------ |
| 1. | SD 7  | Anna K.            | rumba  | „S tím bláznem si nic nezačínej“ (Marie Rottrová a Pavel Bobek) | 7     | 7       | 6     | 5        | 25     |
| 1. | SD 7  | Marek Hrstka       | rumba  | „S tím bláznem si nic nezačínej“ (Marie Rottrová a Pavel Bobek) | 7     | 7       | 6     | 5        | 25     |
| 2. | SD 6  | Emanuele Ridi      | valčík | „Krev toulavá“ (Karel Gott)                                     | 6     | 5       | 5     | 5        | 21     |
| 2. | SD 6  | Lucie Hunčárová    | valčík | „Krev toulavá“ (Karel Gott)                                     | 6     | 5       | 5     | 5        | 21     |
| 3. | SD 1  | Ladislav Vízek     | rumba  | „V stínu kapradiny“ (Jana Kratochvílová)                        | 5     | 4       | 4     | 4        | 17     |
| 3. | SD 1  | Eva Krejčířová     | rumba  | „V stínu kapradiny“ (Jana Kratochvílová)                        | 5     | 4       | 4     | 4        | 17     |
| 4. | SD 10 | Jana Plodková      | valčík | „A Deus“ (Zuzana Navarová)                                      | 8     | 7       | 8     | 6        | 29     |
| 4. | SD 10 | Michal Padevět     | valčík | „A Deus“ (Zuzana Navarová)                                      | 8     | 7       | 8     | 6        | 29     |
| 5. | SD 3  | Roman Zach         | rumba  | „Souměrná“ (Bára Basiková)                                      | 7     | 6       | 6     | 6        | 25     |
| 5. | SD 3  | Andrea Třeštiková  | rumba  | „Souměrná“ (Bára Basiková)                                      | 7     | 6       | 6     | 6        | 25     |
| 6. | SD 8  | Kristýna Leichtová | valčík | „Cesta“ (Kryštof a Tomáš Klus)                                  | 6     | 5       | 6     | 5        | 22     |
| 6. | SD 8  | Václav Masaryk     | valčík | „Cesta“ (Kryštof a Tomáš Klus)                                  | 6     | 5       | 6     | 5        | 22     |
| 7. | SD 9  | Zdeněk Piškula     | rumba  | „Hlavolam“ (Chinaski)                                           | 8     | 8       | 9     | 7        | 32     |
| 7. | SD 9  | Veronika Lálová    | rumba  | „Hlavolam“ (Chinaski)                                           | 8     | 8       | 9     | 7        | 32     |
| 8. | SD 4  | Ondřej Bank        | valčík | „Medvídek“ (Lucie)                                              | 7     | 7       | 6     | 6        | 26     |
| 8. | SD 4  | Kamila Tománková   | valčík | „Medvídek“ (Lucie)                                              | 7     | 7       | 6     | 6        | 26     |
| 9. | SD 5  | Olga Šípková       | rumba  | „Spomaľ“ (Peha)                                                 | 9     | 9       | 10    | 9        | 37     |
| 9. | SD 5  | Marek Dědík        | rumba  | „Spomaľ“ (Peha)                                                 | 9     | 9       | 10    | 9        | 37     |

### 4. díl (29. října 2016)
Čtvrtý večer páry tančily paso doble a slowfox.
Olga Šípková a Marek Dědík se rozloučili se soutěží tancem na píseň „Have I Told You Lately That I Love You“ od Roda Stewarta.
| P  | Pár   | Pár                | Tanec      | Hudba                                                    | Body  | Body    | Body  | Body     | Body   |
| P  | Pár   | Pár                | Tanec      | Hudba                                                    | Révai | Drexler | Balaš | Chlopčík | Celkem |
| -- | ----- | ------------------ | ---------- | -------------------------------------------------------- | ----- | ------- | ----- | -------- | ------ |
| 1. | SD 8  | Kristýna Leichtová | paso doble | „Sabre Dance“ (Aram Chačaturjan)                         | 7     | 6       | 6     | 6        | 25     |
| 1. | SD 8  | Václav Masaryk     | paso doble | „Sabre Dance“ (Aram Chačaturjan)                         | 7     | 6       | 6     | 6        | 25     |
| 2. | SD 3  | Roman Zach         | slowfox    | „Back to Black“ (Amy Winehouse)                          | 9     | 9       | 8     | 9        | 35     |
| 2. | SD 3  | Andrea Třeštiková  | slowfox    | „Back to Black“ (Amy Winehouse)                          | 9     | 9       | 8     | 9        | 35     |
| 3. | SD 10 | Jana Plodková      | paso doble | „Don't Cry for Me Argentina“ (Andrew Lloyd Webber/Evita) | 9     | 8       | 9     | 9        | 35     |
| 3. | SD 10 | Michal Padevět     | paso doble | „Don't Cry for Me Argentina“ (Andrew Lloyd Webber/Evita) | 9     | 8       | 9     | 9        | 35     |
| 4. | SD 9  | Zdeněk Piškula     | slowfox    | „Singin' in the Rain“ (Gene Kelly)                       | 10    | 7       | 10    | 10       | 37     |
| 4. | SD 9  | Veronika Lálová    | slowfox    | „Singin' in the Rain“ (Gene Kelly)                       | 10    | 7       | 10    | 10       | 37     |
| 5. | SD 6  | Emanuele Ridi      | paso doble | „Est-ce que tu m'aimes?“ (Maître Gims)                   | 7     | 5       | 5     | 5        | 22     |
| 5. | SD 6  | Lucie Hunčárová    | paso doble | „Est-ce que tu m'aimes?“ (Maître Gims)                   | 7     | 5       | 5     | 5        | 22     |
| 6. | SD 5  | Olga Šípková       | slowfox    | „Down on My Knees“ (Ayo)                                 | 9     | 7       | 9     | 7        | 32     |
| 6. | SD 5  | Marek Dědík        | slowfox    | „Down on My Knees“ (Ayo)                                 | 9     | 7       | 9     | 7        | 32     |
| 7. | SD 4  | Ondřej Bank        | paso doble | „Ameno“ (Era)                                            | 7     | 8       | 5     | 6        | 26     |
| 7. | SD 4  | Eva Krejčířová     | paso doble | „Ameno“ (Era)                                            | 7     | 8       | 5     | 6        | 26     |
| 8. | SD 7  | Anna K.            | slowfox    | „Cheek to Cheek“ (Louis Armstrong)                       | 8     | 7       | 8     | 8        | 31     |
| 8. | SD 7  | Marek Hrstka       | slowfox    | „Cheek to Cheek“ (Louis Armstrong)                       | 8     | 7       | 8     | 8        | 31     |

### 5. díl – Rockový večer (5. listopadu 2016)
Pátý večer patřil rockovým písním a páry tančily cha-chu a jive. Tanečním párům při úvodním představování hrál MoonDance Orchestra píseň „Sympathy for the Devil“ od skupiny The Rolling Stones.
Kristýna Leichtová a Václav Masaryk se rozloučili se soutěží tancem na píseň „Soldier of Fortune“ od skupiny Deep Purple.
| P  | Pár   | Pár                | Tanec   | Hudba                                 | Body  | Body    | Body  | Body     | Body   |
| P  | Pár   | Pár                | Tanec   | Hudba                                 | Révai | Drexler | Balaš | Chlopčík | Celkem |
| -- | ----- | ------------------ | ------- | ------------------------------------- | ----- | ------- | ----- | -------- | ------ |
| 1. | SD 4  | Ondřej Bank        | cha-cha | „Satisfaction“ (The Rolling Stones)   | 5     | 5       | 4     | 3        | 17     |
| 1. | SD 4  | Eva Krejčířová     | cha-cha | „Satisfaction“ (The Rolling Stones)   | 5     | 5       | 4     | 3        | 17     |
| 2. | SD 7  | Anna K.            | jive    | „Paranoid“ (Black Sabbath)            | 8     | 7       | 8     | 7        | 30     |
| 2. | SD 7  | Marek Hrstka       | jive    | „Paranoid“ (Black Sabbath)            | 8     | 7       | 8     | 7        | 30     |
| 3. | SD 8  | Kristýna Leichtová | cha-cha | „You Shook Me All Night Long“ (AC/DC) | 7     | 6       | 6     | 6        | 25     |
| 3. | SD 8  | Václav Masaryk     | cha-cha | „You Shook Me All Night Long“ (AC/DC) | 7     | 6       | 6     | 6        | 25     |
| 4. | SD 9  | Zdeněk Piškula     | jive    | „American Idiot“ (Green Day)          | 9     | 9       | 9     | 7        | 34     |
| 4. | SD 9  | Veronika Lálová    | jive    | „American Idiot“ (Green Day)          | 9     | 9       | 9     | 7        | 34     |
| 5. | SD 10 | Jana Plodková      | cha-cha | „Smoke on the Water“ (Deep Purple)    | 10    | 10      | 10    | 10       | 40     |
| 5. | SD 10 | Michal Padevět     | cha-cha | „Smoke on the Water“ (Deep Purple)    | 10    | 10      | 10    | 10       | 40     |
| 6. | SD 3  | Roman Zach         | jive    | „My Generation“ (The Who)             | 8     | 6       | 8     | 6        | 28     |
| 6. | SD 3  | Andrea Třeštiková  | jive    | „My Generation“ (The Who)             | 8     | 6       | 8     | 6        | 28     |
| 7. | SD 6  | Emanuele Ridi      | cha-cha | „Fox on the Run“ (Sweet)              | 5     | 5       | 5     | 5        | 20     |
| 7. | SD 6  | Lucie Hunčárová    | cha-cha | „Fox on the Run“ (Sweet)              | 5     | 5       | 5     | 5        | 20     |

### 6. díl – Filmový večer (12. listopadu 2016)
Šestý večer tančily páry scénický tanec na filmovou hudbu. V úvodním předtančení vystoupila se salsou skupina Tradición na píseň „Gangsta's Paradise“ od Coolia a L.V. z filmu Nebezpečné myšlenky. Tanečním párům při úvodním představování hrál MoonDance Orchestra píseň „The Raiders March“ od Johna Williamse z filmu Indiana Jones a dobyvatelé ztracené archy. Ve druhé části večera se páry rozdělili do 2 skupin a zatančili salsu na píseň „Gangsta's Paradise“ od Coolia a L.V.
Anna K. a Marek Hrstka se rozloučili se soutěží tancem na píseň „Against All Odds (Take a Look at Me Now)“ od Phila Collinse z filmu Všemu navzdory.
| P  | Pár   | Pár               | Tanec          | Hudba                                               | Body  | Body    | Body  | Body     | Body   | Body   |
| P  | Pár   | Pár               | Tanec          | Hudba                                               | Révai | Drexler | Balaš | Chlopčík | Souboj | Celkem |
| -- | ----- | ----------------- | -------------- | --------------------------------------------------- | ----- | ------- | ----- | -------- | ------ | ------ |
| 1. | SD 10 | Jana Plodková     | scénický tanec | „I'm Kissing You“ (Des'ree/Romeo a Julie)           | 8     | 7       | 8     | 8        | 2      | 33     |
| 1. | SD 10 | Michal Padevět    | scénický tanec | „I'm Kissing You“ (Des'ree/Romeo a Julie)           | 8     | 7       | 8     | 8        | 2      | 33     |
| 2. | SD 3  | Roman Zach        | scénický tanec | „Writing's on the Wall“ (Sam Smith/Spectre)         | 6     | 7       | 5     | 6        | 2      | 26     |
| 2. | SD 3  | Andrea Třeštiková | scénický tanec | „Writing's on the Wall“ (Sam Smith/Spectre)         | 6     | 7       | 5     | 6        | 2      | 26     |
| 3. | SD 4  | Ondřej Bank       | scénický tanec | „Game of Thrones Theme“ (Ramin Djawadi/Hra o trůny) | 10    | 10      | 10    | 10       | 2      | 42     |
| 3. | SD 4  | Eva Krejčířová    | scénický tanec | „Game of Thrones Theme“ (Ramin Djawadi/Hra o trůny) | 10    | 10      | 10    | 10       | 2      | 42     |
| 4. | SD 7  | Anna K.           | scénický tanec | „Angel“ (Sarah McLachlan/Město andělů)              | 8     | 7       | 8     | 8        | 0      | 31     |
| 4. | SD 7  | Marek Hrstka      | scénický tanec | „Angel“ (Sarah McLachlan/Město andělů)              | 8     | 7       | 8     | 8        | 0      | 31     |
| 5. | SD 6  | Emanuele Ridi     | scénický tanec | „Motiv panny“ (Petr Hapka/Panna a netvor)           | 7     | 6       | 6     | 7        | 0      | 26     |
| 5. | SD 6  | Lucie Hunčárová   | scénický tanec | „Motiv panny“ (Petr Hapka/Panna a netvor)           | 7     | 6       | 6     | 7        | 0      | 26     |
| 6. | SD 9  | Zdeněk Piškula    | scénický tanec | „Romeo and Juliet“ (André Rieu)                     | 10    | 10      | 10    | 10       | 0      | 40     |
| 6. | SD 9  | Veronika Lálová   | scénický tanec | „Romeo and Juliet“ (André Rieu)                     | 10    | 10      | 10    | 10       | 0      | 40     |

### 7. díl – Charitativní večer (19. listopadu 2016)
Sedmý večer byl ve znamení Centra Paraple, kdy jeho klienti tančili spolu s páry rumbu a quickstep. Na úvod se v společné choreografii na píseň „Help!“ od skupiny The Beatles představili klienti Centra Paraple spolu s Lukášem Pavláskem, Radkem Bangou a Markem Dědíkem. Na závěr 1. části zatančili ve společné choreografii profesionální tanečníci z projektu StreetStarDance spolu s profesionálními standardními tanečníky  Druhou část večera otevřela skupina Long Vehicle Circus svým swingovým vystoupením na chůdách na píseň „Jolie coquine“ od skupiny Caravan Palace.
Závěrečnou písní 7. večera byla „Ain't No Mountain High Enough“ od Inner Life.
| P  | Pár   | Pár               | Tanec     | Hudba                               | Body  | Body    | Body  | Body     | Body   | Body   |
| P  | Pár   | Pár               | Tanec     | Hudba                               | Révai | Drexler | Balaš | Chlopčík | Svěrák | Celkem |
| -- | ----- | ----------------- | --------- | ----------------------------------- | ----- | ------- | ----- | -------- | ------ | ------ |
| 1. | SD 6  | Emanuele Ridi     | rumba     | „Cose della vita“ (Eros Ramazzotti) | 9     | 10      | 9     | 8        | 1      | 37     |
| 1. | SD 6  | Lucie Hunčárová   | rumba     | „Cose della vita“ (Eros Ramazzotti) | 9     | 10      | 9     | 8        | 1      | 37     |
| 2. | SD 3  | Roman Zach        | quickstep | „Creep“ (DJ Zavodnov)               | 10    | 10      | 9     | 9        | 1      | 39     |
| 2. | SD 3  | Andrea Třeštiková | quickstep | „Creep“ (DJ Zavodnov)               | 10    | 10      | 9     | 9        | 1      | 39     |
| 3. | SD 10 | Jana Plodková     | rumba     | „Mandy“ (Barry Manilow)             | 10    | 9       | 10    | 10       | 1      | 40     |
| 3. | SD 10 | Michal Padevět    | rumba     | „Mandy“ (Barry Manilow)             | 10    | 9       | 10    | 10       | 1      | 40     |
| 4. | SD 9  | Zdeněk Piškula    | quickstep | „Hey Pachuco“ (Royal Crown Revue)   | 10    | 9       | 10    | 10       | 1      | 40     |
| 4. | SD 9  | Veronika Lálová   | quickstep | „Hey Pachuco“ (Royal Crown Revue)   | 10    | 9       | 10    | 10       | 1      | 40     |
| 5. | SD 4  | Ondřej Bank       | rumba     | „More Than Words“ (Extreme)         | 10    | 10      | 10    | 10       | 1      | 41     |
| 5. | SD 4  | Eva Krejčířová    | rumba     | „More Than Words“ (Extreme)         | 10    | 10      | 10    | 10       | 1      | 41     |

### 8. díl (26. listopadu 2016)
Osmý večer patřil sambě, tangu, quickstepu a waltzu, přičemž každý pár tančil 2 tance.
Emanuele Ridi a Lucie Hunčárová se rozloučili se soutěží tancem na píseň „Yesterday“ od skupiny The Beatles.
| P   | Pár   | Pár               | Tanec     | Hudba                                                                                 | Body  | Body    | Body  | Body     | Body   |
| P   | Pár   | Pár               | Tanec     | Hudba                                                                                 | Révai | Drexler | Balaš | Chlopčík | Celkem |
| --- | ----- | ----------------- | --------- | ------------------------------------------------------------------------------------- | ----- | ------- | ----- | -------- | ------ |
| 1.  | SD 9  | Zdeněk Piškula    | samba     | „Hielo y fuego“ (Olga Tañón)                                                          | 8     | 7       | 8     | 6        | 29     |
| 1.  | SD 9  | Veronika Lálová   | samba     | „Hielo y fuego“ (Olga Tañón)                                                          | 8     | 7       | 8     | 6        | 29     |
| 2.  | SD 4  | Ondřej Bank       | tango     | „He's a Pirate“ (Klaus Badelt & Hans Zimmer/ Piráti z Karibiku: Prokletí Černé perly) | 7     | 7       | 7     | 6        | 27     |
| 2.  | SD 4  | Eva Krejčířová    | tango     | „He's a Pirate“ (Klaus Badelt & Hans Zimmer/ Piráti z Karibiku: Prokletí Černé perly) | 7     | 7       | 7     | 6        | 27     |
| 3.  | SD 6  | Emanuele Ridi     | quickstep | „On My Way“ (DreamBags/Šimon a Matouš jedou na riviéru)                               | 6     | 6       | 5     | 5        | 22     |
| 3.  | SD 6  | Lucie Hunčárová   | quickstep | „On My Way“ (DreamBags/Šimon a Matouš jedou na riviéru)                               | 6     | 6       | 5     | 5        | 22     |
| 4.  | SD 10 | Jana Plodková     | tango     | „Por una cabeza“ (Carlos Gardel)                                                      | 9     | 9       | 10    | 10       | 38     |
| 4.  | SD 10 | Michal Padevět    | tango     | „Por una cabeza“ (Carlos Gardel)                                                      | 9     | 9       | 10    | 10       | 38     |
| 5.  | SD 3  | Roman Zach        | samba     | „Bantu“ (Kaoma)                                                                       | 7     | 5       | 5     | 5        | 22     |
| 5.  | SD 3  | Andrea Třeštiková | samba     | „Bantu“ (Kaoma)                                                                       | 7     | 5       | 5     | 5        | 22     |
| 6.  | SD 9  | Zdeněk Piškula    | waltz     | „Let It Go“ (Idina Menzel/Ledové království)                                          | 9     | 8       | 10    | 9        | 36     |
| 6.  | SD 9  | Veronika Lálová   | waltz     | „Let It Go“ (Idina Menzel/Ledové království)                                          | 9     | 8       | 10    | 9        | 36     |
| 7.  | SD 4  | Ondřej Bank       | quickstep | „Billy-A-Dick“ (Bette Midler)                                                         | 6     | 6       | 5     | 5        | 22     |
| 7.  | SD 4  | Eva Krejčířová    | quickstep | „Billy-A-Dick“ (Bette Midler)                                                         | 6     | 6       | 5     | 5        | 22     |
| 8.  | SD 6  | Emanuele Ridi     | tango     | „I Can't Dance“ (Genesis)                                                             | 6     | 6       | 6     | 5        | 23     |
| 8.  | SD 6  | Lucie Hunčárová   | tango     | „I Can't Dance“ (Genesis)                                                             | 6     | 6       | 6     | 5        | 23     |
| 9.  | SD 10 | Jana Plodková     | quickstep | „You Can't Hurry Love“ (The Supremes)                                                 | 8     | 8       | 8     | 7        | 31     |
| 9.  | SD 10 | Michal Padevět    | quickstep | „You Can't Hurry Love“ (The Supremes)                                                 | 8     | 8       | 8     | 7        | 31     |
| 10. | SD 3  | Roman Zach        | waltz     | „The Magic Of Love“ (Luciano Pavarotti & Lionel Richie                                | 9     | 10      | 10    | 9        | 38     |
| 10. | SD 3  | Andrea Třeštiková | waltz     | „The Magic Of Love“ (Luciano Pavarotti & Lionel Richie                                | 9     | 10      | 10    | 9        | 38     |

### 9. díl (3. prosince 2016)
V 9. díle se tančili valčík, jive, paso doble a slowfox, Každý pár tančil opět 2 tance a osobnost měla za úkol předvést v jednom tanci 30 sekundové sólo.
Roman Zach a Andrea Třeštiková se rozloučili se soutěží tancem na píseň „Sealed with a Kiss“ od Jasona Donovana.
| P  | Pár   | Pár               | Tanec      | Hudba                                                   | Body  | Body    | Body  | Body     | Body   |
| P  | Pár   | Pár               | Tanec      | Hudba                                                   | Révai | Drexler | Balaš | Chlopčík | Celkem |
| -- | ----- | ----------------- | ---------- | ------------------------------------------------------- | ----- | ------- | ----- | -------- | ------ |
| 1. | SD 3  | Roman Zach        | valčík     | „Piano Man“ (Billy Joel)                                | 7     | 8       | 6     | 6        | 27     |
| 1. | SD 3  | Andrea Třeštiková | valčík     | „Piano Man“ (Billy Joel)                                | 7     | 8       | 6     | 6        | 27     |
| 2. | SD 4  | Ondřej Bank       | jive       | „Highway to Hell“ (AC/DC)                               | 6     | 6       | 7     | 7        | 26     |
| 2. | SD 4  | Eva Krejčířová    | jive       | „Highway to Hell“ (AC/DC)                               | 6     | 6       | 7     | 7        | 26     |
| 3. | SD 9  | Zdeněk Piškula    | valčík     | „Absences“ (Stamatis Spanoudakis)                       | 10    | 8       | 10    | 9        | 37     |
| 3. | SD 9  | Veronika Lálová   | valčík     | „Absences“ (Stamatis Spanoudakis)                       | 10    | 8       | 10    | 9        | 37     |
| 4. | SD 10 | Jana Plodková     | jive       | „Crazy Little Thing Called Love“ (Queen)                | 9     | 8       | 8     | 8        | 33     |
| 4. | SD 10 | Michal Padevět    | jive       | „Crazy Little Thing Called Love“ (Queen)                | 9     | 8       | 8     | 8        | 33     |
| 5. | SD 3  | Roman Zach        | paso doble | „Dance of the Knights“ (Sergej Prokofjev/Romeo a Julie) | 10    | 10      | 10    | 10       | 40     |
| 5. | SD 3  | Andrea Třeštiková | paso doble | „Dance of the Knights“ (Sergej Prokofjev/Romeo a Julie) | 10    | 10      | 10    | 10       | 40     |
| 6. | SD 4  | Ondřej Bank       | slowfox    | „Make My Day“ (C-mon & Kypski)                          | 7     | 6       | 6     | 5        | 24     |
| 6. | SD 4  | Eva Krejčířová    | slowfox    | „Make My Day“ (C-mon & Kypski)                          | 7     | 6       | 6     | 5        | 24     |
| 7. | SD 9  | Zdeněk Piškula    | paso doble | „Olé España“ (Paco Paco)                                | 10    | 9       | 10    | 9        | 38     |
| 7. | SD 9  | Veronika Lálová   | paso doble | „Olé España“ (Paco Paco)                                | 10    | 9       | 10    | 9        | 38     |
| 8. | SD 10 | Jana Plodková     | slowfox    | „Fly Me to the Moon“ (Frank Sinatra)                    | 10    | 10      | 10    | 10       | 40     |
| 8. | SD 10 | Michal Padevět    | slowfox    | „Fly Me to the Moon“ (Frank Sinatra)                    | 10    | 10      | 10    | 10       | 40     |

### 10. díl – Finálový večer (10. prosince 2016)
Ve finále tančil každý pár svůj nejlepší latinskoamerický tanec, nejlepší standardní tanec a nejlepší tanec podle výběru páru. Ve druhé části večera pak každý pár zatančil freestyle. O úvodní vystoupení se postarali 3 vítězné páry z předchozích řad – Jan Onder a Kateřina Baďurová, Anna Polívková a Michal Kurtiš a Marek Zelinka a Marie Doležalová, kteří zatančili společnou choreografii na píseň „Cabaret“ od Lizy Minnelli. Na parket se vrátili také vyřazené páry, které zatančili část jednoho ze svých tanců. Před samotným vyhlášením vítězného páru předvedli všechny páry společný tanec na píseň „Last Christmas“ od dua Wham!.
Závěrečnou písní 8. ročníku StarDance byla „Can't Stop the Feeling!“ od Justina Timberlakea.
| P   | Pár   | Pár             | Tanec                       | Hudba                                                                                 | Body  | Body    | Body  | Body     | Body   |
| P   | Pár   | Pár             | Tanec                       | Hudba                                                                                 | Révai | Drexler | Balaš | Chlopčík | Celkem |
| --- | ----- | --------------- | --------------------------- | ------------------------------------------------------------------------------------- | ----- | ------- | ----- | -------- | ------ |
| 1.  | SD 9  | Zdeněk Piškula  | rumba                       | „Hlavolam“ (Chinaski)                                                                 | 10    | 10      | 10    | 9        | 39     |
| 1.  | SD 9  | Veronika Lálová | rumba                       | „Hlavolam“ (Chinaski)                                                                 | 10    | 10      | 10    | 9        | 39     |
| 2.  | SD 10 | Jana Plodková   | cha-cha                     | „Smoke on the Water“ (Deep Purple)                                                    | 9     | 9       | 9     | 9        | 36     |
| 2.  | SD 10 | Michal Padevět  | cha-cha                     | „Smoke on the Water“ (Deep Purple)                                                    | 9     | 9       | 9     | 9        | 36     |
| 3.  | SD 4  | Ondřej Bank     | jive                        | „Highway to Hell“ (AC/DC)                                                             | 8     | 8       | 7     | 7        | 30     |
| 3.  | SD 4  | Eva Krejčířová  | jive                        | „Highway to Hell“ (AC/DC)                                                             | 8     | 8       | 7     | 7        | 30     |
| 4.  | SD 9  | Zdeněk Piškula  | tango                       | „Sweet Dreams“ (Eurythmics)                                                           | 9     | 10      | 10    | 9        | 38     |
| 4.  | SD 9  | Veronika Lálová | tango                       | „Sweet Dreams“ (Eurythmics)                                                           | 9     | 10      | 10    | 9        | 38     |
| 5.  | SD 10 | Jana Plodková   | tango                       | „Por una cabeza“ (Carlos Gardel)                                                      | 10    | 10      | 10    | 10       | 40     |
| 5.  | SD 10 | Michal Padevět  | tango                       | „Por una cabeza“ (Carlos Gardel)                                                      | 10    | 10      | 10    | 10       | 40     |
| 6.  | SD 4  | Ondřej Bank     | tango                       | „He's a Pirate“ (Klaus Badelt & Hans Zimmer/ Piráti z Karibiku: Prokletí Černé perly) | 9     | 8       | 8     | 9        | 34     |
| 6.  | SD 4  | Eva Krejčířová  | tango                       | „He's a Pirate“ (Klaus Badelt & Hans Zimmer/ Piráti z Karibiku: Prokletí Černé perly) | 9     | 8       | 8     | 9        | 34     |
| 7.  | SD 9  | Zdeněk Piškula  | scénický tanec              | „Romeo and Juliet“ (André Rieu)                                                       | —     | —       | —     | —        | —      |
| 7.  | SD 9  | Veronika Lálová | scénický tanec              | „Romeo and Juliet“ (André Rieu)                                                       | —     | —       | —     | —        | —      |
| 8.  | SD 10 | Jana Plodková   | slowfox                     | „Fly Me to the Moon“ (Frank Sinatra)                                                  | —     | —       | —     | —        | —      |
| 8.  | SD 10 | Michal Padevět  | slowfox                     | „Fly Me to the Moon“ (Frank Sinatra)                                                  | —     | —       | —     | —        | —      |
| 9.  | SD 4  | Ondřej Bank     | scénický tanec              | „Game of Thrones Theme“ (Ramin Djawadi/Hra o trůny)                                   | —     | —       | —     | —        | —      |
| 9.  | SD 4  | Eva Krejčířová  | scénický tanec              | „Game of Thrones Theme“ (Ramin Djawadi/Hra o trůny)                                   | —     | —       | —     | —        | —      |
| 10. | SD 9  | Zdeněk Piškula  | freestyle (samba, capoeira) | „Magalenha“ (Sérgio Mendes)                                                           | 9     | 9       | 9     | 10       | 37     |
| 10. | SD 9  | Veronika Lálová | freestyle (samba, capoeira) | „Magalenha“ (Sérgio Mendes)                                                           | 9     | 9       | 9     | 10       | 37     |
| 11. | SD 10 | Jana Plodková   | freestyle                   | „Make 'Em Laugh“ (Donald O'Connor/Singin' in the Rain)                                | 10    | 10      | 8     | 10       | 38     |
| 11. | SD 10 | Michal Padevět  | freestyle                   | „Make 'Em Laugh“ (Donald O'Connor/Singin' in the Rain)                                | 10    | 10      | 8     | 10       | 38     |
| 12. | SD 4  | Ondřej Bank     | freestyle                   | „You Never Can Tell“ (Chuck Berry)                                                    | 10    | 10      | 10    | 10       | 40     |
| 12. | SD 4  | Eva Krejčířová  | freestyle                   | „You Never Can Tell“ (Chuck Berry)                                                    | 10    | 10      | 10    | 10       | 40     |